# Instalação de Voo Wallops

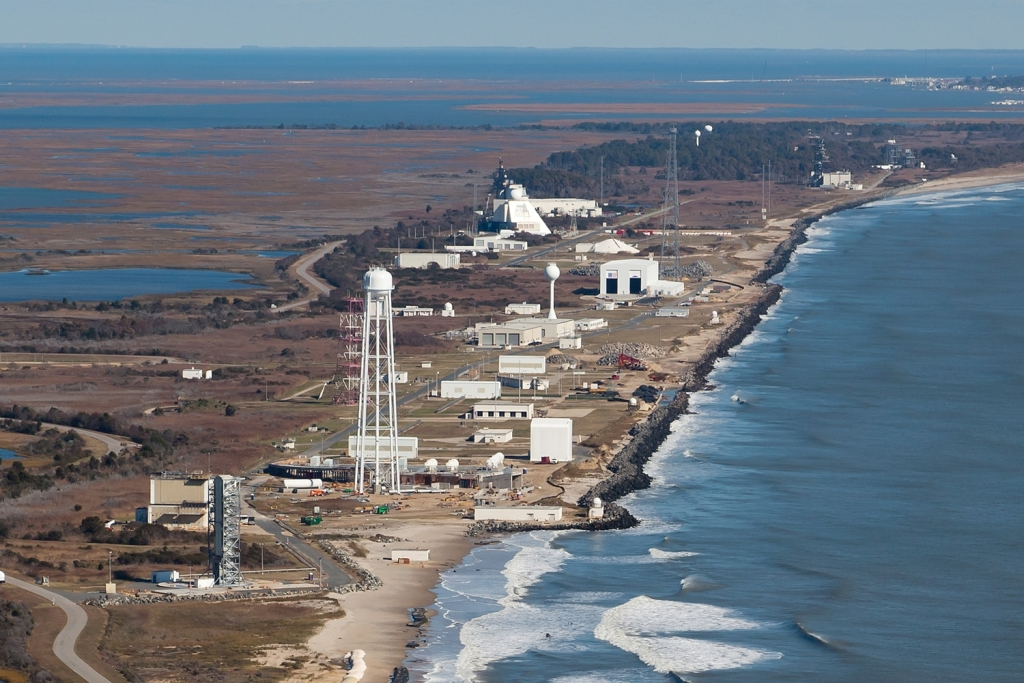
NASA Wallops Flight Facility, 2010.

A Instalação de Voo Wallops (WFF) (IATA: WAL, ICAO: KWAL,
FAA: WAL), localizada na costa Leste da Virgínia, é operada pelo Centro de Voos Espaciais Goddard da NASA.
Sendo o seu objetivo primário, ser um centro de lançamento de foguetes para dar suporte às missões científicas e de exploração da NASA e outras agências do governo dos Estados Unidos. A WFF inclui um campo de provas muito bem equipado para os lançamentos de mais de uma dúzia de modelos diferentes de foguetes de sondagem, pequenos foguetes suborbitais e orbitais descartáveis, voos de balões de grande altitude carregando instrumentos científicos para pesquisas atmosféricas e astronômicas, e usando o seu aeroporto de pesquisas, testes de voo de aviões de pesquisa incluindo veículos não tripulados. Já ocorreram mais de 16.000 lançamentos do campo de Wallops desde a sua criação em 1945.
O campo WFF dá suporte a missões da National Oceanic and Atmospheric Administration (NOAA), e eventualmente para governos estrangeiros e empresas.
Ele também dá suporte ao desenvolvimento, teste e exercícios envolvendo aviões, equipamento eletrônico naval e sistemas de armas para a Marinha dos Estados Unidos, na área de operações navais dos cabos da Virgínia, perto da entrada da Baía de Chesapeake. Além das suas instalações fixas, aWFF inclui radares, receptores de telemetria e transmissores móveis, que podem ser levados de avião para localidades em qualquer parte do Mundo, para estabelecer um campo de provas temporário, onde não exista nenhum outro recurso, para garantir a segurança e a aquisição de dados para permitir o lançamento de foguetes suborbitais a partir de áreas remotas. Os equipamentos móveis da WFF tem sido usados para dar suporte a lançamentos no Ártico e na Antártida, na América do Sul, África, Europa, Austrália e até no mar. A mão de obra da Wallops inclui aproximadamente 1000 servidores civis empregados pela NASA e seus contratados, 30 militares da Marinha e 100 empregados da NOAA.